# Eleazar ben Boëthus
Eleazar ben Boëthus was hogepriester in de Joodse tempel in Jeruzalem vanaf 4 v.Chr.
Hij volgde zijn broer Joazar op, die er door koning Herodes Archelaüs van werd verdacht dat hij zich had bij degenen die Archelaüs' benoeming wilden tegenhouden. Eerder had Eleazars vader Simon ben Boëthus het ambt van hogepriester bekleed.
Het is niet duidelijk hoelang Joazars ambtsperiode geduurd heeft, maar Flavius Josephus geeft aan dat het slechts een korte periode is geweest. Josephus noemt het einde van Eleazars hogepriesterschap in één adem met het huwelijk tussen Herodes Archelaüs en Glaphyra, dat door godvrezende Joden werd afgekeurd omdat Glaphyra eerder met Archelaüs' broer Alexander gehuwd was geweest. Als dit de aanleiding voor zijn vervanging was, heeft Eleazar het hogepriesterschap tot 6 na Chr. bekleed, omdat het huwelijk tussen Archelaüs en Glaphyra in dat jaar gesloten werd.
Eleazar werd opgevolgd door Jezus ben Seë.